# Олександр Санґушкович
Олександр Санґушкович (? — бл. перед 1491) — князь з роду Санґушків, урядник Великого князівства Литовського. У 1446—1451 р. засідав у раді великого князя Свидригайла. Староста володимирський (1460 чи 1480 p.), крем'янецький (1484 p.). По матері був власником маєтностей Влодавських над Бугом.
Друга дружина — вдова Андрія Волотовича, дідича Звиняча (Володимирський повіт; О. Санґушкович став власником за дозволом попереднього господаря). Діти:
- Михайло (помер після 1501 p.)
- Андрій.

Сини продовжили Коширську та Несухоїзьку гілки Санґушків.